# Vlag van Australië
De vlag van Australië is sinds 1901 de officiële vlag van Australië. Hij is donkerblauw en bevat de Union Flag in een kanton aan de hijskant. Verder toont de vlag een grote zevenarmige Ster van het Gemenebest in de benedenhoek van de hijskant. De resterende helft is een vertegenwoordiging van het sterrenbeeld Zuiderkruis en bevat witte sterren in variërende grootte.
Zoals veel landen die van oorsprong onder Brits bestuur zijn geweest, kent Australië een systeem van verschillende vlaggen voor gebruik op zee (red, white and blue ensign). De handelsvlag en oorlogsvlag zijn afgeleid van de nationale vlag, met een rode respectievelijk witte achtergrond in plaats van de blauwe kleur van de landsvlag (zie ook het artikel Britse vaandels).

## Geschiedenis

National Colonial Flag for Australia

Australian Federation Flag

Tot 1901 was Australië een verzameling Britse kolonies. De vlag van het Verenigd Koninkrijk werd gebruikt om de kolonies gezamenlijk te symboliseren en elke kolonie had haar eigen vlag die was gebaseerd op de Britse vlag (die vlaggen zijn nog veelal in gebruik als vlaggen van Australische staten).
Gedurende de negentiende eeuw waren er twee pogingen om tot een gezamenlijke Australische vlag te komen. De eerste poging werd in 1823 gedaan door de kapiteins John Nicholson en John Bingle. Hun ontwerp, de National Colonial Flag for Australia bestond uit een rood kruis op een wit veld (gebaseerd op de Engelse vlag) met in het kanton de Britse vlag. In elke arm van het kruis stond een achtpuntige ster; de sterren samen symboliseerden het sterrenbeeld Zuiderkruis en daarmee de locatie van Australië op het zuidelijk halfrond. Het gebruik van deze vlag, laat staan het officieel invoeren, ontving weinig steun.
Een populairdere vlag werd in 1831 ontworpen, weer door Nicholson. Deze zogeheten Australian Federation Flag leek op de National Colonial Flag for Australia, maar toonde een blauw kruis in plaats van een rood en vijf in plaats van vier sterren. Deze vlag zou, gedurende de zeventig jaar nadat Nicholson het ontwerp presenteerde, vooral aan de Australische oostkust veel gebruikt worden.
Nadat Australië in 1901 een federatie was geworden, werd voor een nieuwe nationale vlag een ontwerpwedstrijd uitgeschreven. De meerderheid van de inzenders had een vlag met de Union Flag en het Zuiderkruis ontworpen. Vijf bijna identieke deelnemers wonnen de wedstrijd; hun ontwerp is sinds 3 september 1901 de vlag van Australië. In 1902 werd een vereenvoudigde versie van deze vlag bekrachtigd door koning Eduard VII.

Vlag van 1901-1903.

Vlag van 1903-1908, De door de koning goedgekeurde vlag van 1902 tot medio 1908. De Ster van het Gemenebest heeft zes punten.

Huidige vlag. (sinds 1908)

Vanaf 1901 is het ontwerp enige malen licht gewijzigd. In 1901 hadden de vijf sterren aan de rechterkant een verschillend aantal punten, oplopend van vijf tot negen. Om het produceren van de vlag goedkoper te maken, werd al snel besloten om de vier grote sterren aan de rechterkant zeven punten te geven en de kleine ster vijf. Een andere verandering was de linker ster – in 1901 telde die ster nog zes punten; in 1908 werd er een zevende punt aan toegevoegd om het zuidelijke deel van Papoea-Nieuw-Guinea, dat destijds bij Australië hoorde, te symboliseren.
Gedurende de eerste helft van de twintigste eeuw ontstond er steeds meer onduidelijkheid over de achtergrondkleur van de vlag: deze was blauw, maar een rode versie bestond ook. Traditioneel werd de blauwe versie gereserveerd voor de federale en Gemenebestelijke overheid, terwijl statelijke, lokale en private organisaties en individuen de rode versie zouden moeten gebruiken. Vooral in de jaren veertig ging de Australische regering de burgers echter steeds meer stimuleren om de blauwe versie te gebruiken. In 1951 (geformaliseerd op 14 februari 1954) werd vervolgens besloten dat de blauwe vlag de nationale vlag is.

## Symboliek
De Australische vlag gebruikt drie prominente symbolen: de Union Flag (de Britse vlag), de Ster van het Gemenebest en het sterrenbeeld Zuiderkruis. De Britse vlag symboliseert volgens velen de Australische geschiedenis als een verzameling Britse kolonies, terwijl een meer historische benadering stelt dat de opname van de Britse vlag in de Australische vlag wijst op loyaliteit aan het Britse Rijk.
De vijf witte sterren aan het uiteinde van de vlag symboliseren het sterrenbeeld Zuiderkruis. Dit sterrenbeeld is het helderste sterrenbeeld dat vanaf het zuidelijk halfrond zichtbaar is. Elk van deze sterren heeft zeven punten, behalve de kleinste met vijf punten.
De grote ster onder de Britse vlag is de Ster van het Gemenebest (Commonwealth Star) of Federatiester (Federation Star). Deze ster symboliseert de vereniging van de Britse gebieden in Australië tot een onafhankelijke federatie. Deze ster heeft zeven punten: een voor elk van de zes oorspronkelijke en een voor de overige gebiedsdelen.
De blauwe kleur van de achtergrond van de Australische nationale vlag symboliseert niet alleen de Britse vlag. Deze kleur symboliseert ook het feit dat Australië een eilandstaat is en daarmee samenhangend de reizen die mensen moe(s)ten maken om Australië te bereiken.

## Ontwerp
Het huidige ontwerp is vastgelegd in 1953 door middel van de Flags Act 1953. Deze wet is sinds 14 februari 1954 van kracht. Desalniettemin is de Australische vlag in ongeveer de huidige vorm al in gebruik sinds het begin van de 20e eeuw (zie de geschiedenis). De wet van 1953 specificeert de kleuren en constructiedetails van de vlag.

Constructietekening van de vlag

Volgens de Flags Act 1953, moet de Australische vlag aan de volgende eisen voldoen:
- de Britse vlag moet één kwart van de vlag innemen, zijnde het bovenste kwart aan de hijszijde;
- er staat een grote witte zevenpuntige ster in het midden van het onderste kwart aan de hijszijde, waarbij een van de zeven punten recht omhoog wijst;
- er staan vijf witte sterren in de andere helft van de vlag;
- de hoogte verhoudt zich met de lengte als 1:2.

De locatie van de vijf sterren rechts van de Union Flag en de Ster van het Gemenebest is als volgt:
- Alpha Crucis – zevenpuntige ster, recht boven het midden van de (van voren gezien) rechter helft, op 1/6 van de bovenkant;
- Beta Crucis – zevenpuntige ster, vanuit het midden van de (van voren gezien) rechterhelft een kwart naar links en 1/16 omhoog;
- Gamma Crucis – zevenpuntige ster, recht onder het midden van de (van voren gezien) rechter helft, op 1/6 van de onderkant;
- Delta Crucis – zevenpuntige ster, vanuit het midden van de (van voren gezien) rechterhelft 2/9 naar rechts en 31/240 omhoog;
- Epsilon Crucis – vijfpuntige ster, vanuit het midden van de (van voren gezien) rechterhelft 1/10 naar rechts en 1/24 naar beneden.

Hoewel de kleuren van de vlag niet vastgelegd zijn in de Flags Act, heeft de vlag tegenwoordig wel kleuren die vastgelegd zijn aan de hand van het systeem van Pantone. De handleiding voor auteurs, redacteurs en drukkers geeft ook specificaties volgens CMYK en RBG, zodat de vlag ook kan worden afgedrukt en weergegeven op een scherm.
| Systeem                          | Blauw             | Rood              | Wit                   |
| -------------------------------- | ----------------- | ----------------- | --------------------- |
| Pantone                          | 280               | 185               | Safe                  |
| RGB (Hexadecimale kleurcodering) | 0-0-139 (#00008B) | 255-0-0 (#FF0000) | 255-255-255 (#FFFFFF) |
| CMYK                             | 100%-80%-0%-0%    | 0%-100%-100%-0%   | 0%-0%-0%-0%           |

## Vlaginstructie

De Australische vlag in de wind

Er zijn in Australië geen wetten die een vlaginstructie geven. Wél geeft de regering op een infrequente basis richtlijnen uit onder de naam The Australian National Flag. Deze richtlijnen stellen dat de nationale vlag elke dag gebruikt mag worden, evenals de vlag van de Aborigines en die van de Straat Torres-eilanders. De nationale vlag moet in Australië altijd op een belangrijkere positie hangen dan elke andere vlag en de vlag moet zonder beperking kunnen wapperen. De vlag moet aanwezig zijn in gebouwen van de regering en bij verkiezingen en referenda ook in stembureaus.
De vlag wordt halfstok gehangen (dat wil zeggen de hoogte van één vlag vanaf de bovenkant van de vlaggenmast) bij de volgende gelegenheden:
- bij de dood van de vorst (tussen het bekendmaken van het overlijden tot en met het einde van de begrafenis);
- bij de dood van een lid van de koninklijke familie;
- bij de dood van een (voormalige) gouverneur-generaal;
- bij de dood van een belangrijke Australiër (of een belangrijke lokale persoonlijkheid);
- bij de dood van een staatshoofd van een staat waarmee Australië diplomatieke relaties heeft (op de dag van de begrafenis);
- op 25 april (Anzac Day) tot twaalf uur 's middags;
- op 11 november (Remembrance Day) gaat de vlag tot 10.30 helemaal bovenaan de vlaggenmast en van 10.30 tot 11.30 halfstok. De rest van de dag hangt de vlag weer bovenaan.[6]

De Australische vlag mag zonder toestemming voor commerciële doeleinden gebruikt worden, zolang de vlag op een waardige manier wordt behandeld en het juiste ontwerp op een herkenbare wijze gebruikt wordt. De vlag mag bij commercieel gebruik niet deels verdwijnen onder objecten, tekst of afbeeldingen.
Er zijn verschillende pogingen gedaan om schending van de Australische vlag strafbaar te maken. In 1953 probeerde Arthur Calwell, leider van de toenmalige oppositie, tevergeefs om schending van de vlag strafbaar te maken. Michael Cobb deed in 1989, 1990, 1991 en 1992 een wetsvoorstel, zodat het schenden strafbaar zou worden. Ieder wetsvoorstel werd echter verworpen. In 2002 deed John Anderson nog een poging, waarbij hij veel steun kreeg. Het werd echter alsnog verworpen. Minister-president John Howard zei dat het schenden van de vlag "hoorde bij de vrijheid van meningsuiting in Australië"

## National Flag Day
In 1996 besloot gouverneur-generaal William Deane tot de instelling van een jaarlijkse National Flag Day op 3 september. Op deze dag werden er in Sydney al sinds 1984 festiviteiten omtrent de vlag georganiseerd. De festiviteiten werden in gang gezet door de vexilloloog John Christian Vaughan. Het doel was de aanname van de Australische vlag in 1901 te herdenken. De National Flag Day is geen algehele vrije dag, maar wordt wel opgeluisterd met festiviteiten en ceremonies waaraan vaak ook politici en de gouverneur-generaal meedoen.

## Honderdjarige vlag
Op 3 september 2001, honderd jaar na de aanname van de vlag, presenteerde de Vereniging van de Australische Nationale Vlag een vlag aan de minister-president. Die vlag zou de originele vlag moeten vervangen. De originele vlag is namelijk verloren gegaan. De vlag was geen replica van de originele vlag, waarop de Ster van het Gemenebest maar zes punten had, maar zag er net zo uit als de huidige Australische vlag, waarop de Ster van het Gemenebest zeven punten heeft. De vlag heeft een rode band aan de bovenkant met de inscriptie

The Centenary Flag. Presented to the Hon John Howard MP, Prime Minister of Australia on behalf of the people of Australia by the Australian National Flag Association on 3 September 2001 at the Royal Exhibition Building, Melbourne to commemorate the first flying of the Australian National Flag on 3 September 1901 attended by the Rt Hon Sir Edmund Barton MHR, Prime Minister of Australia.

Vertaald:

De Honderdjarige Vlag. Voorgesteld aan Hon John Howard MP, Minister-President van Australië, namens de inwoners van Australië, door de Vereniging van de Australische Nationale Vlag op 3 September 2001 bij het Royal Exhibition Building in Melbourne om de aanname van de Australische Nationale Vlag op 3 September 1901 te herdenken, bijgewoond door Rt Hon Sir Edmund Barton MHR, Minister-President van Australië.

De vlag wordt nu gebruikt als de officiële vlag van de staat tijdens belangrijke gebeurtenissen.

## Een mogelijk nieuwe Australische vlag

### Debat
Als gevolg van de opkomst van een republikeinse stroming in Australië en het toegenomen zelfbewustzijn van de Aborigines is een debat op gang gekomen waarin de vraag centraal staat of Australië een nieuwe vlag moet krijgen. Dit debat leidde tot enkele grote spanningen, met name tijdens de periode die voorafging aan de Australische Bicentenary van 1988 en gedurende het hele ministerschap van Paul Keating.
Voorstanders van een nieuwe vlag die veelal samenwerkten via de organisatie Ausflag, wijzen er op dat de opname van de Britse vlag in de eigen vlag als onderwerping aan het Verenigd Koninkrijk gezien kan worden. Andere argumenten die voor het veranderen van de vlag gegeven worden zijn:

Hoewel er nog niet een echt alternatief is voor de Australische vlag, wordt bovenstaande vlag vaak genoemd. Hier is de Britse vlag vervangen door die van de Aborigines. In de sciencefictionfilm Event Horizon draagt een Australische astronaut deze vlag op zijn mouw. Overigens geeft de bezitter van de auteursrechten van de vlag van de Aborigines, Harold Thomas, geen toestemming om die op te nemen in een nieuwe Australische vlag.

- de vlag is niet onderscheidend genoeg, aangezien de Britse vlag in het kanton van veel andere vlaggen staat (de Australische vlag lijkt sterk op de vlaggen van Nieuw-Zeeland en Victoria);
- de vlag beeldt niet uit dat Australië een onafhankelijke staat is; andere Gemenebestlanden als Canada hebben een eigen vlagontwerp gekozen;
- daarmee samenhangend: de in de vlag gebruikte kleuren rood, wit en blauw zijn niet de nationale kleuren van Australië (dat zijn groen en geel/goud, de traditionele heraldische kleuren zijn blauw en geel/goud);
- door alleen het Britse verleden te symboliseren, is de vlag een anachronisme; de vlag toont niet de pluralistische multiculturele samenleving van het land en bevat ook geen Aborigines-elementen;
- daarmee samenhangend: de Aborigines zien de Britse vlag vaak als een symbool van onderdrukking;
- de vlag is historisch gezien niet het eerste symbool van het land en de blauwe variant is pas sinds 1954 de officiële vlag;
- hoewel de vlag door Australiërs ontworpen werd, moesten de Britse Admiraliteit en koning wel hun toestemming geven;
- van de leden van het Gemenebest van Naties hebben er slechts vijf (inclusief het Verenigd Koninkrijk) de Union Flag in hun vlag.

Tegenstanders voor het gebruik van een andere vlag werken veelal samen met de Australian National Flag Association. Zij voeren de volgende argumenten aan:
- de elementen in de vlag zijn Australische symbolen;
- het sterrenbeeld Zuiderkruis wordt van oudsher door Aborigines in legenden gebruikt;
- de opname van de Britse vlag impliceert niet dat Australië ondergeschikt is aan het Verenigd Koninkrijk: ook andere onafhankelijke staten en zelfs een Amerikaanse staat (Hawaï) nemen de Britse vlag op in hun eigen vlag;
- de vlag is populair en een echt alternatief is er nog niet;
- de vlag is van historisch belang en lijkt sterk op de vlaggen van alle Australische deelstaten;
- zo'n 102.000 soldaten zijn onder deze vlag in oorlogstijd gestorven;
- de vlag toont de sterke historische, politieke, sociale en culturele banden met het Verenigd Koninkrijk;
- de vlag werd door Australiërs ontworpen via een competitie;
- de overheid moet haar budget aan zinnigere dingen besteden dan het invoeren van een nieuwe vlag.

Ausflag houdt geregeld campagnes die verandering van de Australische vlag tot doel hebben, zoals tijdens de Olympische Zomerspelen 2000. Uit opiniepeilingen blijkt echter dat een meerderheid van de Australische bevolking geen andere vlag wil, hoewel het percentage voorstanders sinds 1980 wel iets is gegroeid. Bij een nieuwspeiling in 2004 was 32% voor een wisseling van vlag en 57% hiertegen.

## Aboriginevlag

Vlag van de Aborigines sinds 1995

De Aboriginevlag is ontworpen door Aborigine Harold Thomas. De vlag is aan de bovenzijde zwart. Het zwart symboliseert het volk en de onderkant is rood en symboliseert de aarde. In het midden van de vlag staat een gele cirkel die de zon als bron van het leven verbeeldt.

## Vlaggen van de Australische staten
De vlaggen van de Australische staten zijn meestal op dezelfde manier opgebouwd: Op het Blue Ensign is meestal de Colony Badge, het teken waaraan de regio tijdens het koloniale tijdperk werd herkend, geplaatst.
| Vlag                                                     | Regio                        | In gebruik sinds * | Beschrijving |
| -------------------------------------------------------- | ---------------------------- | ------------------ | --- |
| Vlag van het Australian Capital Territory                | Australian Capital Territory | 1993               | De vlag van het Australian Capital Territory is geïnspireerd door het Noordelijk Territorium. Het linkerkwart van de vlag is blauw met in wit het sterrenbeeld Zuiderkruis. De overige drie kwarten van de vlag zijn geel met daarin een aangepaste versie van het wapen van Canberra.                           |
| Vlag van New South Wales                                 | New South Wales              | 1876               | De vlag van New South Wales is een Brits blue ensign met aan de rechterkant een witte cirkel met een Engels kruis erin. In het centrum van het kruis staat een gouden leeuw en in elke arm van het kruis staat een achtpuntige gouden ster.                                                                      |
| Vlag van het Noordelijk Territorium                      | Noordelijk Territorium       | 1978               | De vlag van het Noordelijk Territorium verschilt van de meeste andere vlaggen van de Australische staten, door het ontbreken van het Britse Blue Ensign. Het okerkleurige deel bevat de Sturt's Desert Rose, de zeven witte kroonbladeren symboliseren de zes Australische staten en het Noordelijk Territorium. |
| Vlag van Queensland                                      | Queensland                   | 1876               | De vlag van Queensland is een Brits blue ensign met aan de rechterkant een witte cirkel met een lichtblauw Maltezer kruis in het midden. In het centrum van het kruis staat de kroon van Sint-Eduard, die verwijst naar het feit dat de gouverneur de Engelse troon vertegenwoordigt.                            |
| Vlag van Tasmanië                                        | Tasmanië                     | 1875               | De vlag van Tasmanië is een Brits blue ensign met aan de rechterkant een witte cirkel met een rode leeuw, die de band met Engeland moet symboliseren. |
| Vlag van Victoria                                        | Victoria                     | 1877               | De vlag van Victoria is een Brits blue ensign met aan de rechterkant het sterrenbeeld Zuiderkruis. Boven de sterren staat de Sint-Eduardskroon. |
| Vlag van West-Australië                                  | West-Australië               | 1870               | De vlag van West-Australië is een Brits blue ensign met aan de rechterkant een zwarte zwaan in een gele cirkel. De vorige versie van de vlag was in gebruik tussen 1870 en 1953. Die vlag zag er hetzelfde uit als de huidige, maar de zwaan keek de andere kant op. Nu kijkt hij richting de hijszijde.         |
| Vlag van Zuid-Australië                                  | Zuid-Australië               | 1904               | De vlag van Zuid-Australië is een Brits blue ensign met aan de rechterkant een gouden cirkel met daarin een zwartrugfluitvogel ("Australische ekster") die zijn vleugels uitspreidt. |
| * De versies kunnen hierna nog wel licht zijn aangepast. |                              |                    | |